# The Dread / Anti-Flag
Albums par Anti-Flag
I'd Rather Be In Japan
(1997) Their System Doesn't Work for You
(1998)
The Dread / Anti-Flag est un album split avec le groupe The Dread, sorti en 1998.

## Liste des pistes
| 1.  | Punk By The Book                                      | Anti-Flag |  |
| 2.  | Davey Destroyed The Punk Scene                        | Anti-Flag |  |
| 3.  | All Alone                                             | Anti-Flag |  |
| 4.  | Drink Drank Punk                                      | Anti-Flag |  |
| 5.  | Thats When I Reach For My Revolver                    | Anti-Flag |  |
| 6.  | Betty Sue Is Dead                                     | Anti-Flag |  |
| 7.  | We've Got His Gun                                     | Anti-Flag |  |
| 8.  | Kill the Rich                                         | Anti-Flag |  |
| 9.  | War Hero                                              | Anti-Flag |  |
| 10. | The Governments To Blame                              | Anti-Flag |  |
| 11. | Cant Stand Being With You                             | Anti-Flag |  |
| 12. | Its Only Suicide                                      | The Dread |  |
| 13. | The Best Musician In The World That No One Ever Heard | The Dread |  |
| 14. | Die                                                   | The Dread |  |
| 15. | Hippies Suck                                          | The Dread |  |
| 16. | Uncontrollable Urge                                   | The Dread |  |
| 17. | Punk Fix                                              | The Dread |  |

## Membres du groupe
- Justin Sane - Guitare, Chant
- Chris Head - Guitare
- Jamie Cock - Guitare basse
- Pat Thetic - Batterie

## Source de la traduction
- (it) Cet article est partiellement ou en totalité issu de l’article de Wikipédia en italien intitulé « The Dread/Anti-Flag » (voir la liste des auteurs).